# المعاصر (المغربة)

تعديل مصدري - تعديل

المعاصر هي إحدى قرى عزلة نيسا بمديرية المغربة التابعة لمحافظة حجة، بلغ تعداد سكانها 826 نسمة حسب تعداد اليمن لعام 2004.